# Izumi (Kagoshima)
Izumi (出水市 Izumi-shi?) es una ciudad en la prefectura de Kagoshima, Japón, localizada al suroeste de la isla de Kyūshū. Tenía una población estimada de 51 893 habitantes el 1 de marzo de 2021 y una densidad de población de 157 personas por km².

## Geografía
Izumi está localizada en el extremo noroeste de la prefectura de Kagoshima, unos 80 km al norte de la ciudad de Kagoshima. Limita al norte con el mar de Yatsushiro y la prefectura de Kumamoto, al oeste con Akune, al este con Isa y al sur con Satsuma. La mayor parte del área de la ciudad es un abanico aluvial, el río Komenotsu y sus afluentes, el río Hirara, el río Takaono y el río Noda, fluyen hacia el noroeste y desembocan en el mar Yatsushiro.

### Clima
La ciudad tiene un clima subtropical húmedo (Cfa en la clasificación climática de Köppen). La temperatura media anual en Izumi es de 16.5 °C. La precipitación media anual es de 2226 mm siendo junio el mes más lluvioso. Las temperaturas son más altas en promedio en agosto, alrededor de 27.2 °C, y más bajas en enero, alrededor de 6.3 °C.
| Parámetros climáticos promedio de Izumi | Parámetros climáticos promedio de Izumi | Parámetros climáticos promedio de Izumi | Parámetros climáticos promedio de Izumi | Parámetros climáticos promedio de Izumi | Parámetros climáticos promedio de Izumi | Parámetros climáticos promedio de Izumi | Parámetros climáticos promedio de Izumi | Parámetros climáticos promedio de Izumi | Parámetros climáticos promedio de Izumi | Parámetros climáticos promedio de Izumi | Parámetros climáticos promedio de Izumi | Parámetros climáticos promedio de Izumi | Parámetros climáticos promedio de Izumi |
| Mes                                     | Ene.                                    | Feb.                                    | Mar.                                    | Abr.                                    | May.                                    | Jun.                                    | Jul.                                    | Ago.                                    | Sep.                                    | Oct.                                    | Nov.                                    | Dic.                                    | Anual                                   |
| --------------------------------------- | --------------------------------------- | --------------------------------------- | --------------------------------------- | --------------------------------------- | --------------------------------------- | --------------------------------------- | --------------------------------------- | --------------------------------------- | --------------------------------------- | --------------------------------------- | --------------------------------------- | --------------------------------------- | --------------------------------------- |
| Temp. máx. media (°C)                   | 10.5                                    | 11.6                                    | 14.9                                    | 19.6                                    | 23.5                                    | 26.1                                    | 30.1                                    | 31.2                                    | 28.2                                    | 23.3                                    | 18.2                                    | 13                                      | 20.9                                    |
| Temp. media (°C)                        | 6.3                                     | 7.2                                     | 10.2                                    | 14.8                                    | 18.9                                    | 22.3                                    | 26.5                                    | 27.2                                    | 24.2                                    | 18.7                                    | 13.5                                    | 8.6                                     | 16.5                                    |
| Temp. mín. media (°C)                   | 2.1                                     | 2.8                                     | 5.5                                     | 10.1                                    | 14.3                                    | 18.5                                    | 23                                      | 23.3                                    | 20.2                                    | 14.1                                    | 8.9                                     | 4.2                                     | 12.3                                    |
| Precipitación total (mm)                | 84                                      | 102                                     | 130                                     | 210                                     | 224                                     | 387                                     | 363                                     | 215                                     | 222                                     | 109                                     | 94                                      | 86                                      | 2226                                    |
| Fuente:                                 |                                         |                                         |                                         |                                         |                                         |                                         |                                         |                                         |                                         |                                         |                                         |                                         |                                         |

## Demografía
Según los datos del censo japonés, la población de Izumi se ha mantenido estable en los últimos 50 años.
| Gráfica de evolución demográfica de Izumi entre 1950 y 2015 |
|                                                             |
| Oficina de Estadística de Japón                             |

## Ciudades hermanas
Izumi está hermanada o tiene tratado de cooperación con:
- Kushiro, Hokkaidō, Japón;
- Shūnan, Yamaguchi, Japón;
- Puli, Nantou, Taiwán;
- Suncheon, Jeolla del Sur, Corea del Sur.